# 盧赫 (伊凡諾-法蘭科夫斯克州)
48°55′22″N 25°11′56″E / 48.92278°N 25.19889°E

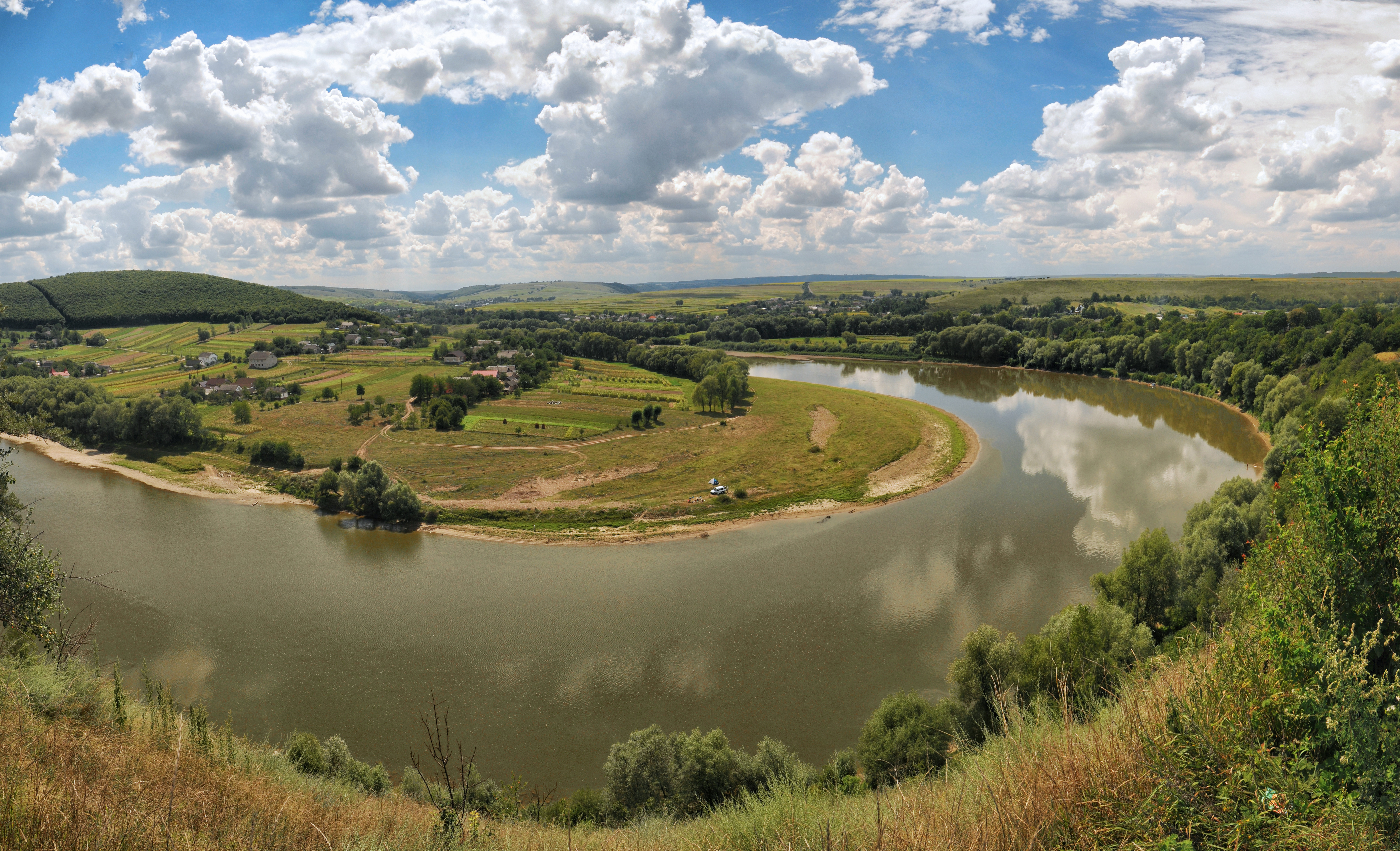

盧赫（羅馬化：Luh）是烏克蘭西部的村莊，隸屬伊萬諾-弗蘭科夫斯克州的伊萬諾-弗蘭科夫斯克區。該村面積1.81平方公里，海拔高度193米，2001年人口184，人口密度每平方公里101.7人。